# Авианосцы типа «Индепенденс»
Тип «Индепенденс» (англ. Independence class) — серия лёгких авианосцев США периода Второй мировой войны. Спроектированы в 1941 году, когда США испытывали нехватку кораблей этого класса, а новые тяжёлые авианосцы типа «Эссекс», как ожидалось, были бы готовы не раньше 1944 года. Для ускорения строительства было решено перестроить в лёгкие авианосцы часть лёгких крейсеров типа «Кливленд». Всего в 1941—1943 годах были построены девять кораблей этого типа, ставших единственной серией лёгких авианосцев США, вступившей в строй в годы войны. Несмотря на то, что авианосцы типа «Индепенденс» были почти втрое меньше тяжёлых «Эссексов», они активно использовались вплоть до конца войны, при этом один из них, «Принстон», был потоплен японской палубной авиацией в ходе сражения в заливе Лейте 24 октября 1944 года.
После войны, из-за своих малых размеров, не позволявших использовать на них новые самолёты, они вскоре устарели и были выведены в резерв в 1946—1947 годах.
Авианосец «Индепенденс» был использован в 1946 в качестве корабля-мишени в ядерным испытаниях (Операция «Crossroads»), избежал физических разрушений, но был сильно загрязнён. Он был отбуксирован в Сан-Франциско, где четыре года шли эксперименты по обеззараживанию, которые не привели к удовлетворительным результатам. 29 января 1951 года корабль был затоплен в океане.
Два из них были позднее переоборудованы в противолодочные авианосцы и оставались в строю до 1954—1956 годов, два были переданы Франции и один — Испании, по программе военной взаимопомощи. Остальные же представители типа из резерва уже не выводились и были впоследствии пущены на слом. Французские авианосцы оставались на вооружении ВМС Франции до 1961—1963 годов, когда их сменили новые авианосцы типа «Клемансо», испанский же оставался в строю до 1989 года.

## Представители
| Название                                      | Номер       | Закладка        | Спуск на воду    | Вступление в строй | Судьба                                                                |
| --------------------------------------------- | ----------- | --------------- | ---------------- | ------------------ | --------------------------------------------------------------------- |
| Индепенденс Independence                      | CVL-22      | 1 мая 1941      | 22 августа 1942  | 1 января 1943      | снят с вооружения 28 августа 1946, затоплен в 1951                    |
| Принстон Princeton                            | CVL-23      | 2 июня 1941     | 18 октября 1942  | 25 февраля 1943    | потоплен японской авиацией 24 октября 1944                            |
| Белло Вуд Belleau Wood Буа Белло Bois Belleau | CVL-24 R 97 | 11 августа 1941 | 6 декабря 1942   | 31 марта 1943      | передан Франции в сентябре 1953, возвращён США в 1960 и пущен на слом |
| Коупенс Cowpens                               | CVL-25      | 17 декабря 1941 | 17 января 1943   | 28 мая 1943        | снят с вооружения 13 января 1947, пущен на слом                       |
| Монтерей Monterey                             | CVL-26      | 29 декабря 1941 | 28 февраля 1943  | 17 июня 1943       | снят с вооружения 16 января 1956, пущен на слом                       |
| Лэнгли Langley Лафайетт Lafayette             | CVL-27 R 96 | 11 апреля 1942  | 22 мая 1943      | 31 августа 1943    | передан Франции в январе 1951, возвращён США в 1963 и пущен на слом   |
| Кэбот Cabot Дедало Dedalo                     | CVL-28 R 01 | 13 марта 1942   | 4 апреля 1943    | 24 июля 1943       | передан Испании 30 августа 1967, возвращён США в 1989 и пущен на слом |
| Батаан Bataan                                 | CVL-29      | 31 августа 1942 | 1 августа 1943   | 17 ноября 1943     | снят с вооружения 9 апреля 1954, пущен на слом                        |
| Сан-Джасинто San Jacinto                      | CVL-30      | 26 октября 1942 | 26 сентября 1943 | 15 декабря 1943    | снят с вооружения 1 марта 1947, пущен на слом                         |